# خوان آگیلرا (بازیکن فوتبال، زاده ۱۹۸۵)
خوان آگیلرا (انگلیسی: Juan Aguilera؛ زادهٔ ۱۳ سپتامبر ۱۹۸۵) بازیکن فوتبال اهل اسپانیا است.
از باشگاه‌هایی که در آن بازی کرده‌است می‌توان به باشگاه فوتبال مومبای سیتی، باشگاه فوتبال رئال مادرید، باشگاه فوتبال اوئسکا، باشگاه فوتبال رئال مورسیا، و باشگاه فوتبال لگانس اشاره کرد.